# Cephalotes borgmeieri
Cephalotes borgmeieri är en myrart som först beskrevs av Kempf 1951.  Cephalotes borgmeieri ingår i släktet Cephalotes och familjen myror. Inga underarter finns listade.

## Bildgalleri

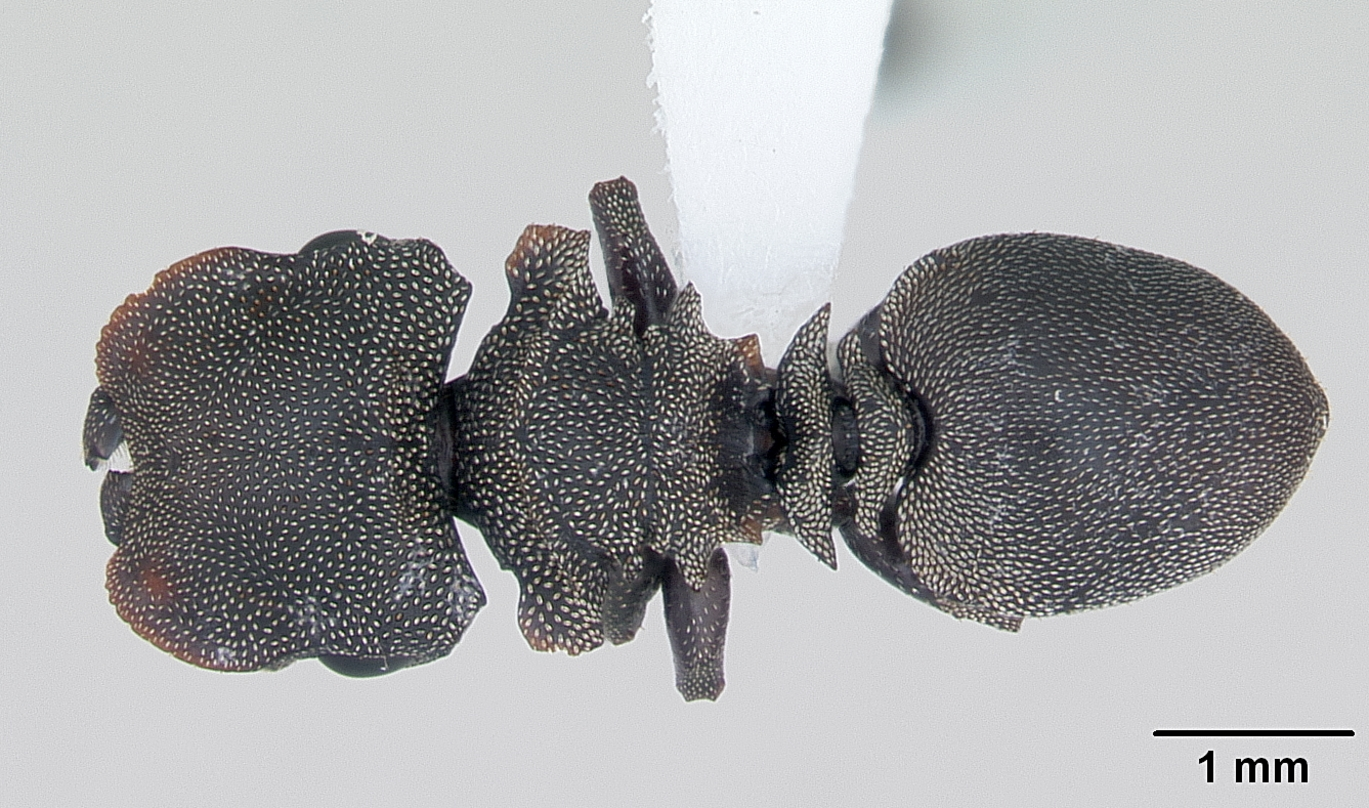
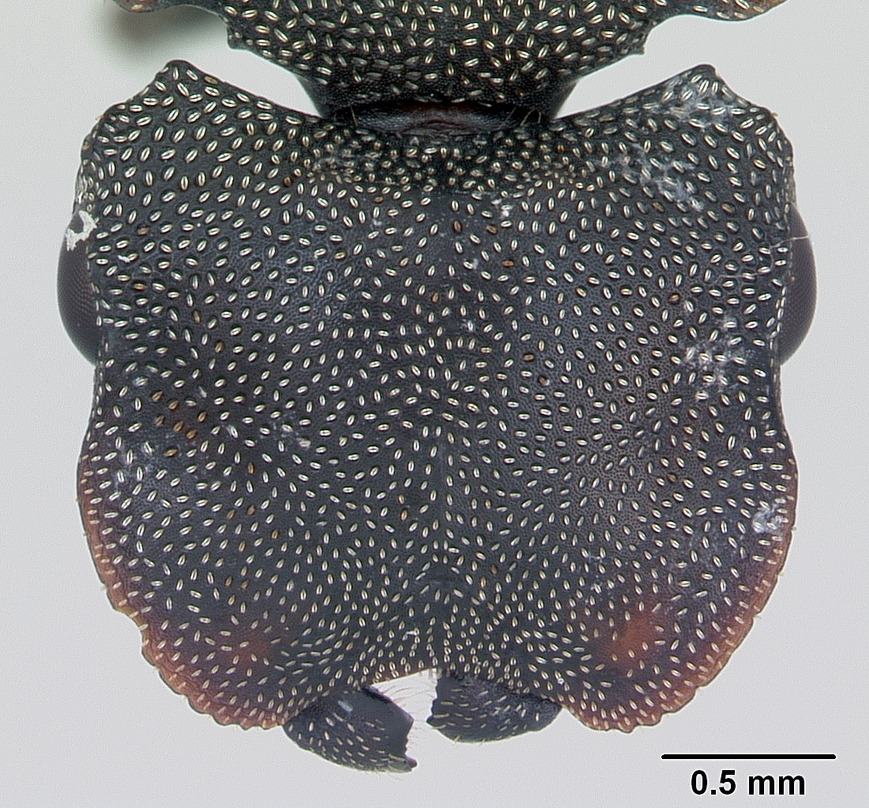
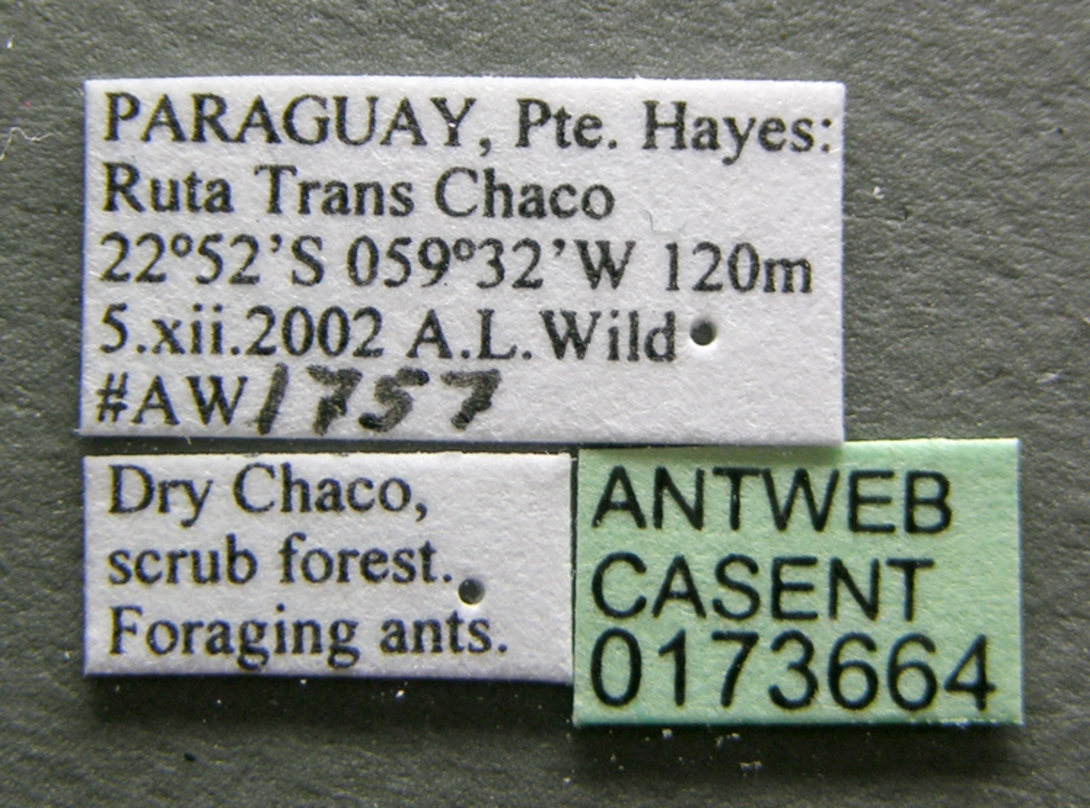
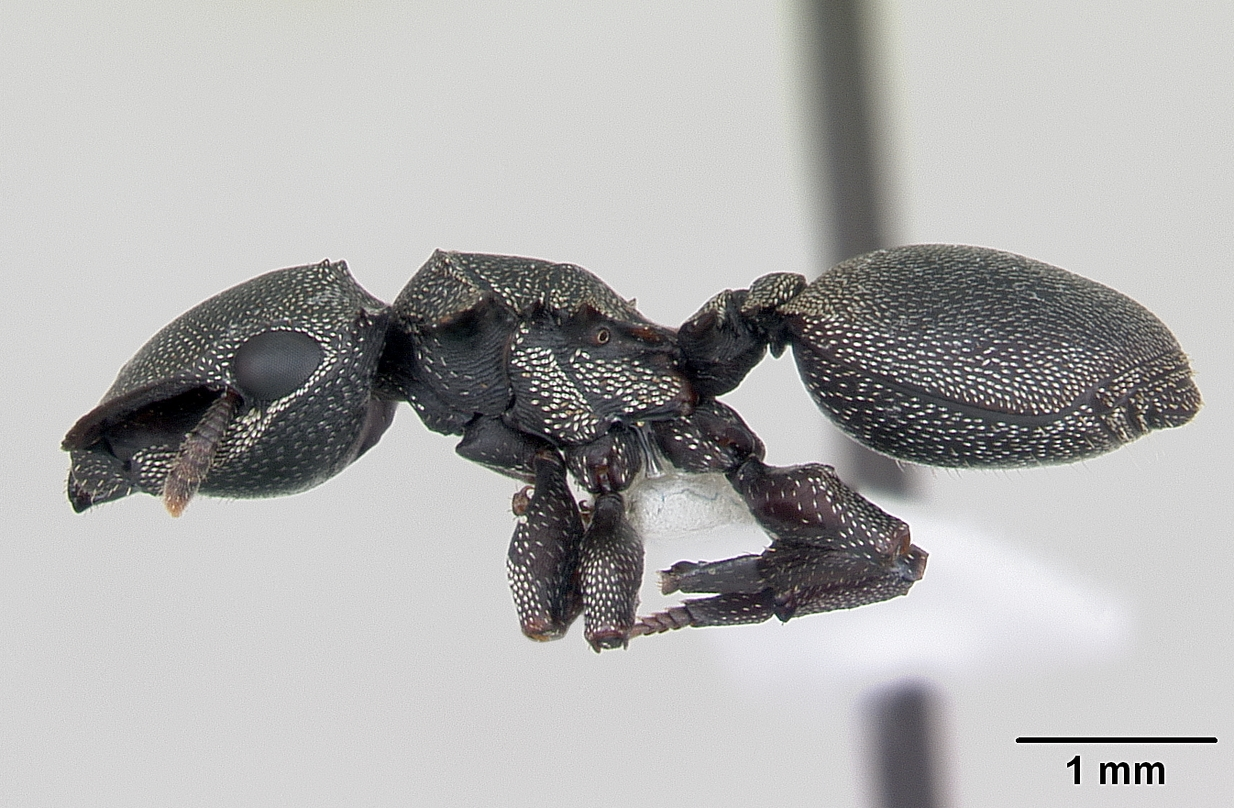
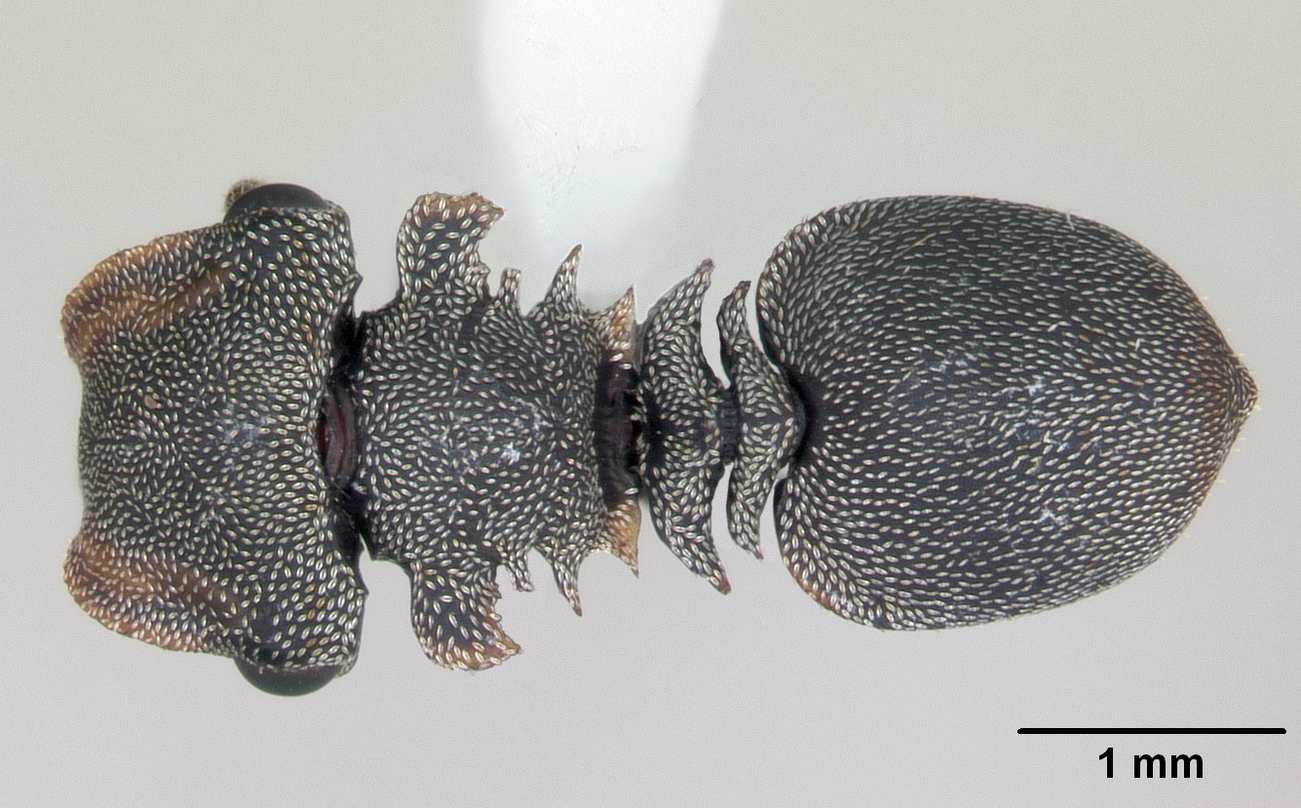
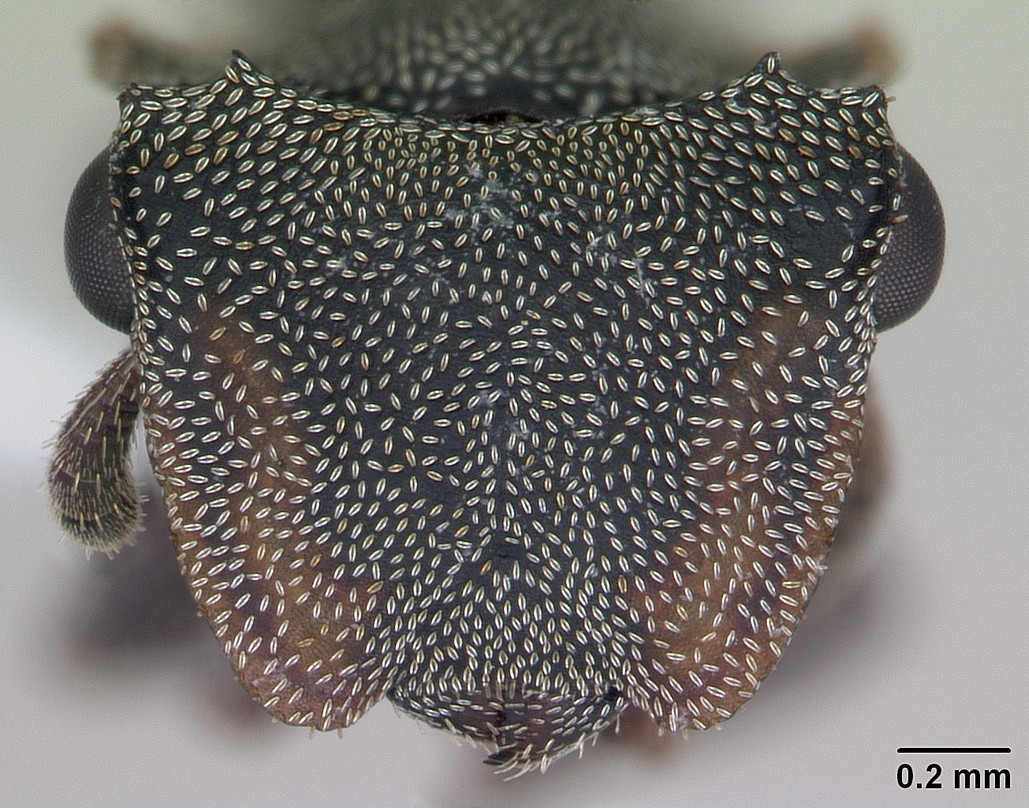